# Ricky Gervais
Ricky Gervais   (Reading, 25 de juny de 1961) és un músic, director de cinema, escriptor, guionista, monologuista i actor de cinema i televisió anglès.

## Biografia
A començaments de la dècada del 1980 va ser el vocalista del duo pop Seona Dancing, molt reeixit a les Filipines malgrat només van treure dos singles al mercat.

Més endavant es va fer conegut per ser el creador de sèries com The Office, Derek o Extras, i també ha presentat programes de televisió, com Live's Too Short, a la cadena estatunidenca HBO. Gervais ha estat el presentador dels Premis Globus d'Or en cinc ocasions: els anys 2010, 2011, 2012, 2016 i novament el 2020; aquestes presentacions van crear molta polèmica, ja que, fent servir les seves vides privades, es burlava i ridiculitzava alguns actors.

### Cinema
- Dog Eat Dog (2001)
- Valiant (2005) (Voz)
- For Your Consideration (2006)
- Night at the Museum (2006)
- Stardust (2007)
- Ghost Town (2008)
- Night at the Museum: Battle of the Smithsonian (2009)
- The Invention of Lying (2009)
- Cemetery Junction (2010)
- Spy Kids 4: All the Time in the World (2011)
- The Wind in the Willows (2012)
- Muppets Most Wanted (2014)
- Night at the Museum: Secret of the Tomb (2014)
- El Principito (2015)
- Special Correspondents (2016)
- After Life (2019-present)

### Espectacles
- Humanity (2018)
- SuperNature (2019-2020)

## Premis

### Golden Globes
| Any  | Categoria                 | Sèrie      |
| ---- | ------------------------- | ---------- |
| 2004 | Millor actor              | The Office |
| 2004 | Millor sèrie de televisió | The Office |
| 2008 | Millor sèrie de televisió | Extras     |

### Emmy
| Any  | Categoria                | Sèrie      |
| ---- | ------------------------ | ---------- |
| 2006 | Sèrie de comèdia pendent | The Office |
| 2007 | Sèrie de comèdia pendent | Extras     |